# Online-Börsenspiel
Ein Online-Börsenspiel ist eine Internet-Plattform, bei der die Teilnehmer fiktiv Handel mit Aktien und anderen Wertpapieren betreiben können. Online-Börsenspiele basieren auf realen Kursen und Handelsumgebungen. Die Marktsituation wird jedoch üblicherweise mit 15–20-minütiger Verzögerung wiedergegeben, seit 2004 gibt es aber auch vereinzelt Echtzeit-Börsenspiele.
Der wissenschaftliche Nutzen dieser Börsensimulationen ist die realitätsnahe Abbildung von Strategien und das Testen auf ihre Effizienz. Börsen-Anfänger haben ihrerseits die Möglichkeit, die Abläufe der Börse kennenzulernen und durch risikofreies „learning by doing“ Broker-Wissen zu erlangen. So lassen einige Banken ihre Trainees und/oder Auszubildenden an eigens eingerichteten Simulationssystemen üben und lernen.

## Geschichte
Vorläufer dieser Art von Börsenspielen sind Brettspiele und das von der Sparkasse 1983 initiierte Planspiel Börse. Seit 2007 wird auch das Planspiel Börse der Sparkassen rein Internet-basiert durchgeführt.
Neben Börsenspielen mit Wertpapieren sind seit 1998 auch Varianten bekannt, die bei Fußball-Weltmeisterschaften und anderen Turnieren den Erfolg einer Mannschaft in einer Auszahlungsfunktion nach Ende  des Wettbewerbs darstellen. Im Turnierverlauf werden die Mannschaften gehandelt, um so die kollektive Einschätzung der Teilnehmer zum Erfolg des jeweiligen Teams als Kursverlauf zu visualisieren.

## Merkmale
Börsenspiele im Internet sind meist kostenlos, weisen aber in der Regel große Unterschiede im Bezug auf folgende Merkmale auf:
- Laufzeit
- Typen und Anzahl handelbarer Wertpapiere
- Einschränkungen, etwa den Vorgaben hinsichtlich Portfolio-Diversifikation
- Transparenz der Mitspieler und deren Depots
- Ausgelobte Preise/Gewinnmöglichkeiten

## Kritik
Da es sich bei Börsenspielen um Spiele handelt, muss deren Realitätsbezug kritisch hinterfragt werden. So zeigt sich beispielsweise, dass in Börsenspielen volatile Aktien und Wertpapiere mit hohem Hebel überproportional gehandelt werden. Dieses Phänomen ist darauf zurückzuführen, dass diese Transaktionen für den Teilnehmer risikolos sind, er also nicht den potentiellen Verlust seines Vermögens fürchten muss. Um aber ausgelobte Preise zu gewinnen oder in den vorderen Rängen einer Bestenliste aufgeführt zu werden, werden verstärkt spekulative statt investiver Anlageformen gewählt.
Die fehlende Rückkopplung der fiktiven Transaktionen ist ein weiteres Merkmal, warum Börsenspiele keinen absoluten Bezug zur Realität herstellen können. Jeder Kauf und Verkauf würde zu einer Veränderung der Marktsituation und damit der Preise führen. Gerade Optionsscheine oder Aktien mit geringem Streubesitz würden abweichende Kursverläufe aufweisen, wenn aus dem virtuellen Handelsgeschehen Realität werden würde.